# نادي زاباروجيا لكرة اليد
نادي زاباروجيا لكرة اليد هو نادي كرة يد في أوكرانيا. تأسس سنة 1966. سقع مقره في زاباروجيا. يلعب في الدوري الأوكراني لكرة اليد وهو أكثر الأندية فوزا به.

## الإنجازات
- الدوري الأوكراني لكرة اليد :
  - البطولة: 1993، 1995، 1998، 1999، 2000، 2001، 2003، 2004، 2005، 2007، 2008، 2009، 2010، 2011
  - الوصافة : 1996، 1997، 2002، 2006